# NGC 5891
NGC 5891 este o galaxie spirală situată în constelația Balanța. A fost descoperită în 12 iunie 1885 de către Francis Leavenworth.